# 開發站
開發站（日语：／ Kaihotsu eki */?）是隸屬於富山地方鐵道的鐵路車站，座落於富山縣富山市月岡町，現時為無人站，車站周圍主要為低密度住宅區，當中以東方及南方較為集中，並且與富山縣道43號並行，相對有較多的乘客使用。

## 車站結構
本站為木建成的單層站房，為當年通車時建成、並一直沿用至今，規格為典型的鄉郊式車站，並因應地形的原故，車站出入口設於站舍的窄方，闊方則用作開放式閘口，然而，現時站舍旁的通道也可以直接通往馬路，再加上為無人站，一般情況下，乘客也不用特意進入站舍範圍。
站房前方為候車大堂，但不設有自動售票機及自動販賣機等設施；右側為已停用的售票櫃位及閘口，除了對向閘口外的一對窗戶仍獲保留外，其餘售票櫃位早已被木板圍封多年，售票櫃位後方則為同樣已停用的站務員室及職員留宿居所。站舍後則為單車停泊場。洗手間則於車站外圍，為舊式簡易式洗手間。
現時仍保留有島式月台及側式月台各1個，理論上為2面3線配置，但當中側式月台及島式月台內側的路軌早已不存在，只剩下島式月台外側的1線仍然運作，因此實際功能上只為1面1線，屬列車不能交換車站，有效長度為4輛。側式月台的長度則更短，大約只有不足2輛。
月台出入口設於末端向月岡站為，只附有樓梯上落，出入口附近同時備有1座候車小屋。列車到站時，往電鐵富山方向為左側上落；往岩峅寺方向為右側上落。

### 月台配置
| 路線    | 方向 | 目的地       | 備註 |
| ------- | ---- | ------------ | ---- |
| ■上瀧線 | 上行 | 電鐵富山方向 |      |
| ■上瀧線 | 下行 | 岩峅寺方向   |      |

## 歷史
- 1921年4月25日：隨富山縣營鐵道投入服務而開業。
- 1943年1月1日：富山縣內各鐵道公司整合，併入富山地方鐵道內。

## 利用人數
| 乘車人員推算 | 乘車人員推算 | 乘車人員推算 |
| 年度         | 1日平均人數  |              |
| ------------ | ------------ | ------------ |
| 2004年       | 151          |              |
| 2005年       | 151          |              |
| 2006年       | 147          |              |
| 2007年       | 147          |              |
| 2008年       | 152          |              |
| 2009年       | 149          |              |
| 2010年       | 149          |              |
| 2011年       | 152          |              |

## 相鄰車站
富山地方鐵道
■上瀧線
布市（T65）－開發（T66）－月岡（T67）

## 外部連結
- 富山地方鐵道開發站公式網頁。 （页面存档备份，存于）（日語）